# Hindunationalism
Hindunationalism är en ideologi som bygger på att den indiska identiteten bör baseras på hinduism och hinduisk kultur.

## Historia
Christophe Jaffrelot skriver i boken Hindu Nationalism – A Reader att hindunationalismen började växa fram i Indien under 1920-talet, under en period av brittiskt kolonialstyre. Ideologin bygger på att den indiska identiteten bygger på hinduism och hinduisk kultur. På den tiden utgjorde hinduer ungefär 70 % av befolkningen av Brittiska Indien (nuvarande Indien, Pakistan och Bangladesh). Idag har denna siffra sjunkit till 55%.
Tanken var att minoritetsgrupperna i Indien skulle erkänna deras ursprung i, och lojalitet till, den hinduiska majoritetskulturen. Landet skulle präglas av hinduismen som statsbärande kultur. Denna syn överensstämde inte helt med nationalismsynen hos det stora indiska maktpartiet under 1900-talet, Kongresspartiet. Kongresspartiets syn på indisk nationalism, som i hög grad präglades av Mahatma Gandhis och Nehrus åsikter, baserades istället på sekularism, utan att ta hänsyn till hinduismens särskilda roll som sammanhållande fundament för den indiska statsbildningen.
Jaffrelot menar att den hindunationalistiska rörelsen växte fram som ett svar på ett yttre hot mot den egna gruppen. I just det här fallet lyfter han islam som den yttre hotet. Det förelåg spänningar mellan de båda grupperna vilket ledde till upplopp och våld. Dessutom flyttade den muslimska minoriteten i Indien fram sina positioner ur ett maktperspektiv. Dessa faktorer tryckte på för ett ökat behov av samling inom den hinduiska gruppen. Den muslimska separatismen ledde 1947-48 till den blodiga delningen av Brittiska Indien och skapandet av en islamisk stat i form av Pakistan.
Det finns även historiska faktorer för hindunationalismens framväxt. Under många år var Indien en koloni till Storbritannien. Även detta var naturligtvis ett yttre hot vilket ledde till både ett behov av inre samling mot den yttre förtryckaren och ett behov av en nationell identitet för att fungera som motvikt mot den kultur som påtrycks av britterna. Innan Storbritannien tog över makten styrde muslimska invaderande dynastier landet med järnhand i cirka 800 år. Denna historia av marginaliserande av hinduerna var också en orsak till att hindunationalismen växte fram under slutet på 1800-talet och början av 1900-talet. Det var en indisk identitet som varken präglades av islam, vilket en minoritet i landet följde, eller av europeisk kultur vilket var en yttre och i hög utsträckning oönskad påverkan på landet.
Jaffrelot skriver vidare att den hindunationalistiska rörelsens politiska del till en början bestod av politiker från olika partier som enades i sin strävan efter att stärka hinduers position i samhället. Först under slutet av 1930-talet bildades ett formellt parti. Det var dock inte BJP utan ett parti som hette Hindu Mahasabha.

## Hindutva
Hindutva betyder hinduiska principer eller hinduitet. Denna ideologi glorifierar en historisk period som refereras till som en gyllene era, landet (Indien) ses som rent, heligt och människor som står utanför ideologin ses som fiender.
Ett sätt att beskriva begreppet på är att det “förenar religiös och nationell identitet”. En indier är enligt detta synsätt en troende hindu. Denna indier har en gemenskap med andra hinduer inom den hinduiska nationen. Detta synsätt exkluderar muslimer och kristna från nationen. Det skapar en tydlig gruppering inom den indiska staten – vi som är hinduer och de som inte är det.
Vinayak Damodar Savarkar var en politisk aktivist och författare som inspirerade hindutva genom sina skrifter och beskriver hinduitet som något som skulle vara grunden av hela hinduiska rasens väsen genom tanke och handling. Muslimerna och andra minoriteter ansågs av Savarkar vara en i grunden helt annan ras och inte “vara barn av jorden”.
Nästa tänkare som var med och formade ideologin hindutva var Madhav Sadhashiv Golwalkar. Golwalkar kom att bli ledare för RSS 1940. Golwalkar menade att endast hinduer kan vara fullvärdiga medborgare i det heliga landet och att alla minoriteter måste underkasta sig den hinduiska kulturen utan några former av privilegier eller medborgarskap. Ett exempel på hur hans idéer tog uttryck är ett citat ur boken We or our nation defined.
“…To keep up the purity of the nation and its culture, Germany shocked the world by her purging the country of Semitic races – the Jews. National pride at its highest has been manifested here. Germany has also shown how well-nigh impossible it is for races and cultures, having differences going to the root, to be assimilated into one united whole, a good lesson for us in Hindustan to learn and profit by,”
Hindutva är ideologin som BJP bygger på och arbetar utefter i sin målsättning att göra Indien till en hindunationalistisk stat. Att skapa en nationell hinduism har länge varit ett av de viktigaste målen för både BJP och RSS. Det kan sägas att BJP:s framväxt de senaste åren har skapat en aldrig tidigare skådad politisk framgång för hindutva.
Hindutva handlar om att ena den hinduiska nationen. Detta har krävt en yttre fiende, en andra grupp att ena sig emot. Denna andra grupp har som tidigare nämnts historiskt sett varit den muslimska minoriteten i Indien. Genom historien har det funnits olika sätt att försöka ena det hinduiska folket mot landets muslimer. Ett sätt har varit att anklaga muslimer för delningen mellan Indien och Pakistan, vilket vissa såg som en delning av det hinduiska hemlandet och ett svek mot den hinduiska nationen. Ett annat sätt har varit att peka på den stora minoritet muslimer som finns i Indien, över 100 miljoner människor, och hävda att den kan utgöra ett hot mot de indiska hinduernas intressen. Ett annat sätt har varit att peka på muslimska mäns rättighet att ta fyra fruar, ett argument som har spelat på det faktum att muslimer föder fler barn än hinduer och därigenom hotar den hinduiska dominansen på sikt. Denna hotbild kring den muslimska minoriteten har alltså fungerat som en enande faktor för hinduer.
Ett problem i skapandet av en hinduisk nation har dock historiskt sett varit att folk inte har religion som en av sina viktigaste identitetsmarkörer. Många har istället definierat sig efter språk, kast eller etnicitet.

## RSS och BJP
En viktig organisation för framväxten av hindunationalism var och är Rashtriya Swayamsevak Sangh (RSS) som bildades i mitten på 1920-talet. Den kan beskrivas som en kulturell överbyggnad för den hindunationalistiska rörelsen och ideologin. Rörelsen var till för att organisera nationalister och påverka samhället på olika sätt. Detta genom att fungera som en gräsrotsrörelse över hela Indien.
Till en början fanns det starka kopplingar mellan RSS som en kulturell påverkansorganisation och Hindu Mahasabha som var ett politiskt parti. De hade dock bildats separat men var båda ute efter att stärka den hinduiska majoritetens position i Indien. Banden mellan dessa två organisationer kapades dock på grund av personstrider och bådas strävan efter självständighet att kunna agera självständigt. Det politiska partiet eftersträvade “Hindu Raj”, vilket betyder hinduiskt styre och RSS jobbade för att skapa en “Hindu Rashtra”, eller hinduisk nation. Däri låg den största skillnaden i intresse mellan de två organisationerna.⁷

Först efter att RSS förbjöds 1948 efter att en tidigare RSS-medlem skjutit Mahatma Ghandi till döds, skapades en politisk gren av RSS, partiet Bharatiya Jana Sangh. Detta var föregångaren till dagens stora hindunationalistiska parti BJP. 
Det politiska partiet var dock bara en av många organisationer som RSS bildade för att påverka det indiska samhället. I övrigt bildades bland annat studentföreningar, fackföreningar, religiösa organisationer för att bättre kunna strukturera den hinduistiska rörelsen, föreningar för socialt stöd för utsatta människor och dessutom gratis skolor. Det är alltså tydligt att RSS jobbade på bred front i sitt påverkansarbete för att stärka hinduers situation men ett stort fokus var också att förbättra livet för många indier.
Partiet Jana Sangh var indelat i två förgreningar. Det fanns en mer moderat ådra som brann för att stötta småföretagare och de fattiga, samt en mer militant ådra som brann för att göra hindi till nationalspråk i Indien och för att förbjuda slakt av kossor. Partiet bedrev sin verksamhet utan några större politiska framgångar fram till 1980. Då bildade ledarna för partiet BJP och den mer moderata linjen blev rättesnöre för det nya partiet. Här skedde ett brott mellan BJP och RSS, där de senare insisterade på den mer militanta linjen.
Här bör sägas att denna brytning är historia nu och idag finns det nära band mellan RSS och BJP. De flesta ledande figurerna i dagens BJP, däribland Indiens premiärminister Narendra Modi, har en bakgrund i RSS.
Efter brytningen mellan BJP och RSS fick RSS stort gehör för sina hindunationalistiska idéer vilket i sin tur ledde till ett ökat stöd för BJP i de politiska valen. Trots att en brytning till viss del hade skett mellan de två organisationerna fanns det naturligtvis ändå många gemensamma beröringspunkter. Detta ledde till att BJP 1989 gick från två mandat till hela 88 stycken. 1991 fick BJP 120 mandat och 1996 blev de största parti med 161 mandat. 1999 lyckades BJP i en stor koalition för första gången knipa regeringsmakten och behålla den i fem år, tills den förlorades 2004 för att sedan återvinnas 2014 när Narendra Modi tog partiet till makten som klart största parti, en position som partiet lyckades bibehålla i valet 2019.
BJP gjorde alltså stora framgångar i valet 2014. I det valet skedde något som ofta sker för partier som har styrt ett land en längre tid. Det uppstår korruptionsanklagelser. Sådana framfördes mot Kongresspartiet inför valet 2014. Kongresspartiet hade med några korta avbrott styrt Indien sedan självständigheten från Storbritannien. Till det kan även sägas att den ekonomiska tillväxten saktade ned och en stigande inflation skapade ogynnsamma ekonomiska förutsättningar för landet. Då kom Narendra Modi in som en karismatisk ledare och överraskade. Han hade varit premiärminister för den rika delstaten Gujarat i drygt tio år, en delstat som åtnjutit god ekonomisk tillväxt vilket naturligtvis talade för Modi. Speciellt med valet 2014 var att BJP lyckades bilda en majoritetsregering, vilket skedde för första gången sedan 1989. Det hade mycket att göra med Modis popularitet, vilken kvarstår idag. Han är, om än kontroversiell, enormt populär bland stora grupper i Indien, bland annat på grund av sitt antikorruptionsarbete.